# Beit Mery
Beit Mery (en árabe: بيت مري; también Beit Mer, Beir Meri ) es una ciudad libanesa con vistas a la capital, Beirut. La ciudad ha sido un lugar de veraneo de montaña desde los tiempos de los fenicios y más tarde de los romanos.
El nombre proviene del arameo «La casa de mi Señor». En una de las tres colinas de Beit Mery al extremo sur de la ciudad, a lo largo de la cordillera occidental del Líbano se encuentran las ruinas de antiguos templos fenicios y romanos que se erigieron en la misma área de lo que hoy es Deir El-Qala'a (دير القلعة).
En la actualidad hay una iglesia y un monasterio cristianos sobre partes del templo romano. Les Scouts Du Liban Groupe Sainte Marie Beit Mery es uno de las organizaciones más grandes de la ciudad y está ubicado en el College des Freres desde 1969. En Beit Mery hay un centro de primeros auxilios de la Cruz Roja Libanesa. 

## Cultura
La ciudad es sede del festival anual Al Bustan, que se celebra en el teatro del Hotel Al Bustan.

## Demografía
Los residentes de Beit Mery son principalmente cristianos ( maronitas, ortodoxos griegos, católicos griegos, ortodoxos armenios ) y drusos.

## Geografía
Beit Mery se encuentra sobre una colina de 700-750 metros sobre el nivel del mar, lo que ofrece a la ciudad vistas de la península de Beirut y parte de la costa mediterránea del Líbano. Tiene una superficie de 5,48 km². Desde el año 2000, Beit Mery comenzó a ser parte de la conurbación de Beirut a 16 kilómetros.

## Historia
La historia de Beit Mery se remonta a la antigüedad. La ciudad alberga las ruinas de un templo romano dedicado al dios Mercurio, lo que indica su importancia durante el Imperio Romano. El templo formaba parte de una red más amplia de sitios religiosos romanos en toda la región y podría suponer que Beit Mery fue un asentamiento notable durante la época. Los gobernantes romanos del Líbano veraneaban en Beit Mery debido a su elevada ubicación y su clima veraniego.

## Arqueología
Hay dos sitios arqueológicos prehistóricos en Beit Mery en los que arqueólogos jesuitas han encontrado pruebas de explotación de sílex:
1) Beit Mery I está en la margen derecha del río Beirut, al sursudoeste de la ciudad a una altitud de aproximadamente 125 metros sobre el nivel del mar. Fue descubierto por el padre jesuita Dillenseger, quien determinó que se trataba de un yacimiento achelense. El material fue donado a la Universidad Saint Joseph por la Facultad de Medicina de Francia.
2) Beit Mery II está al este de la carretera de Beit Mery hacia Deir el Qala'a en una meseta inclinada frente a la unión de Nahr Meten y Nahr Jamani. Fue encontrado por M. Gautier quien recuperó herramientas de sílex del Neolítico Pesado de la superficie. V. Hankey también recuperó algunas hojas retocadas de esta zona.

Lo que hace notable a Beit Mery, incluso para el turismo, son las ruinas dispersas de la era romana, que duraron cinco siglos más los dos de la era bizantina. 
In Beit Mery there it is what’s left of a Roman temple that once matched the grandeur of Baalbek’s temples and Niha’s fortress. A church dedicated to St. John the Baptist, was built over the temple’s remains in the 18th century. You can still see the original stonework in the remaining columns that adorn the square at the church’s entrance. Though it suffered a great deal of damage during the Civil War, the site has since been dutifully restored and maintained for cultural and touristic events. The monastery has proved an ideal locale for concerts, competitions, art exhibitions, conferences, poetry nights, and social gatherings. In town, below the monastery, you will find smaller temples dedicated to various Roman deities, in addition to public Roman baths with their terra cotta pipes. There are also some remains of a Byzantine city that dates back to the 5th and 6th centuries.Lebanon Ministry of Tourism 
El Monasterio de San Juan Bautista (Deir El Kalaa), construido por monjes maronitas en el siglo XVIII, incluye ruinas romanas que datan del siglo I d. C.  «El sitio cuenta con los restos de una iglesia bizantina, unas termas romanas, los restos de una villa romana y una calle que habría sido el mercado local de la ciudad ya que se encontraron restos de tiendas y casas». 

## Turismo
La ciudad tiene ruinas romanas y bizantinas, así como el Monasterio Maronita de San Juan Bautista (Deir el Kalaa), construido en 1750.  Al estar solo a 16 km de Beirut, sigue siendo un lugar de veraneo en el Líbano. Cuenta con un hotel emblemático, el Al Bustan. La ciudad está rodeada por bosques de pinos. Los restaurantes con vistas a los valles y al mar hacen de Beit Mery un lugar favorito de verano.

## Clima
Beit Meri tiene un clima mediterráneo de veranos cálidos (Csa), con inviernos fríos y húmedos y veranos cálidos y secos.
| Parámetros climáticos promedio de Beit Meri | Parámetros climáticos promedio de Beit Meri | Parámetros climáticos promedio de Beit Meri | Parámetros climáticos promedio de Beit Meri | Parámetros climáticos promedio de Beit Meri | Parámetros climáticos promedio de Beit Meri | Parámetros climáticos promedio de Beit Meri | Parámetros climáticos promedio de Beit Meri | Parámetros climáticos promedio de Beit Meri | Parámetros climáticos promedio de Beit Meri | Parámetros climáticos promedio de Beit Meri | Parámetros climáticos promedio de Beit Meri | Parámetros climáticos promedio de Beit Meri | Parámetros climáticos promedio de Beit Meri |
| Mes                                         | Ene.                                        | Feb.                                        | Mar.                                        | Abr.                                        | May.                                        | Jun.                                        | Jul.                                        | Ago.                                        | Sep.                                        | Oct.                                        | Nov.                                        | Dic.                                        | Anual                                       |
| ------------------------------------------- | ------------------------------------------- | ------------------------------------------- | ------------------------------------------- | ------------------------------------------- | ------------------------------------------- | ------------------------------------------- | ------------------------------------------- | ------------------------------------------- | ------------------------------------------- | ------------------------------------------- | ------------------------------------------- | ------------------------------------------- | ------------------------------------------- |
| Temp. máx. media (°C)                       | 12.9                                        | 13.5                                        | 16.0                                        | 20.5                                        | 24.6                                        | 27.6                                        | 29.0                                        | 29.5                                        | 27.2                                        | 24.7                                        | 19.6                                        | 15.3                                        | 21.7                                        |
| Temp. media (°C)                            | 9.2                                         | 9.7                                         | 11.6                                        | 15.3                                        | 18.9                                        | 21.8                                        | 23.1                                        | 23.6                                        | 21.6                                        | 19.4                                        | 15.0                                        | 11.4                                        | 16.7                                        |
| Temp. mín. media (°C)                       | 5.6                                         | 5.9                                         | 7.3                                         | 10.2                                        | 13.3                                        | 16.1                                        | 17.3                                        | 17.7                                        | 16.1                                        | 14.2                                        | 10.5                                        | 7.5                                         | 11.8                                        |
| Precipitación total (mm)                    | 251                                         | 215                                         | 171                                         | 80                                          | 31                                          | 1                                           | 1                                           | 1                                           | 7                                           | 43                                          | 121                                         | 198                                         | 1120                                        |
| Fuente: Climate-Data.org                    |                                             |                                             |                                             |                                             |                                             |                                             |                                             |                                             |                                             |                                             |                                             |                                             |                                             |